# Wet (álbum)
Wet (Molhada, em português) é um álbum de estúdio, lançado em outubro de 1979, pela cantora estadunidense Barbra Streisand. O álbum é conceitual, cada uma das nove canções inclui ou expressa interpretações diversas para a palavra água. A palavra "wet" é a primeira pronunciada no disco e também a última dita pela cantora, na faixa que o encerra. O lançamento ocorreu paralelamente ao filme estrelado por Streisand, The Main Event, e sua trilha sonora. Os gêneros musicais são variados, vão desde o rock and roll à música disco, além de balada que é o estilo mais explorado na discografia da artista.
O primeiro single a ser lançado foi o da canção "No More Tears (Enough is Enough)", na qual Streisand faz um dueto com Donna Summer, considerada na época como a rainha da música disco. Na Billboard Hot 100 atingiu a primeira posição e passou quinze semanas consecutivas na tabela. Na Dance Club Songs atingiu a primeira posição e passou dezessete semanas, ao passo que na Adult Contemporary atingiu a posição de número sete e permaneceu por doze semanas. O segundo e último single é o da faixa de encerramento, "Kiss Me in the Rain", lançado em dezembro de 1979, atingiu a posição de número 37 na Billboard Hot 100 e número nove na Adult Contemporary.
O álbum foi bem recebido por público e crítica. As resenhas dos críticos especializados em música foram em maioria favoráveis. Alguns elogiaram a diversidade de gêneros musicais, bem como os vocais de Streisand, enquanto outros acharam o repertório mediano e algumas letras cheias de clichês. Comercialmente, tornou-se um dos trabalhos mais bem sucedidos do catálogo fonográfico de Streisand nos anos de 1970, e recebeu discos de ouro e platina em diversos países. 
A canção "Rainbow Connection", um dueto com a personagem Kermit the Frog, de The Muppets, foi gravada mas não foi incluída na edição final. Em 2021, foi incluída na compilação Release Me 2, que traz raridades e faixas excluídas dos álbuns da cantora.

## Recepção crítica
| Críticas profissionais | Críticas profissionais |
| Avaliações da crítica  | Avaliações da crítica  |
| Fonte                  | Avaliação              |
| ---------------------- | ---------------------- |
| AllMusic               | [ 2 ]                  |
| The New York Times     | Desfavorável           |
| Rolling Stone          | Desfavorável           |
| Revista Manchete       | Favorável              |
| A Tribuna              | Favorável              |
| O Poti                 | Favorável              |

A recepção da crítica especializada foi, em maioria, favorável. 
William Ruhlmann, do site AllMusic, avaliou com três estrelas de cinco e sentiu que as canções foram feitas tentando seguir os sucessos de "Evergreen" e "The Way We Were", obtendo apenas um resultado mediano.
John Rockwell, do jornal The New York Times, fez uma crítica desfavorável, na qual afirmou que: "[Wet consiste em um] compêndio de baladas emotivas envoltas em arranjos xaroposos e cheios de clichês", segundo ele, salvando-se apenas os vocais de Streisand.
Stephen Holden, da revista Rolling Stone, achou o conceito "esperto" mas sentiu que com exceção de "Come Rain or Come Shine", as canções eram todas de "segunda categoria".
No Brasil, recebeu aclamação. 
Wilson Cunha, da revista Manchete, fez uma crítica favorável na qual elogia a produção de Gary Klein e Giorgio Moroder, chamando-a de "requintada", e notou que Streisand cantou em "tantas oitavas quanto quis" colocando Summer "no bolso" no dueto entre as duas.
Luiz Carlos Braga, do jornal A Tribuna, fez uma resenha favorável e disse que Barbra deu "um mergulho no mar da disco music, ao mesmo tempo que continua interpretando baladas de suave sabor romântico (...) com a mesma desenvoltura de antes".
O jornal O Poti, notou a sensibilidade de Streisand para música dos anos de 1970 e a diversidade de ritmos que, segundo o crítico do jornal, vão "da balada mais doce como a música título, até o rock and roll, passando pela discoteque".

## Desempenho comercial
Na parada musical Billboard 200, estreou na posição de número 51, na semana que terminou em 3 de novembro de 1979. Alcançou o pico na posição de número sete, em 8 de dezembro do mesmo ano e permaneceu por 27 semanas na tabela.
No Canadá e na Austrália estreou nas posições de números quatro e quinze, respectivamente.
A RIAA, o certificou com um disco de platina em 22 de fevereiro de 1980, por vendas superiores  a um milhão de cópias, apenas nos Estados Unidos. Outros certificações vieram do Canadá (disco de platina, por 100 mil cópias vendidas), Austrália (disco de platina por 70 mil cópias vendidas), Reino Unido (disco de ouro por mais de 100 mil cópias vendidas) e, segundo informações do encarte de Just for the Record..., na Nova Zelândia.

## Lista de faixas
- Créditos e lista de faixas adaptados do encarte do LP Wet, de 1979.[23]

| N.º | Título                                                      | Compositor(es)                                     | Duração |  |
| 1.  | "Wet"                                                       | Sue Sheridan, Barbra Streisand, David Wolfert      | 4:23    |  |
| 2.  | "Come Rain or Come Shine"                                   | Harold Arlen, Johnny Mercer                        | 3:49    |  |
| 3.  | "Splish Splash"                                             | Bobby Darin, Jean Murray                           | 4:06    |  |
| 4.  | "On Rainy Afternoons"                                       | Alan Bergman, Marilyn Bergman, Lalo Schifrin       | 4:20    |  |
| 5.  | "After The Rain"                                            | Alan Bergman, Marilyn Bergman, Michel Legrand      | 5:08    |  |
| 6.  | "No More Tears (Enough Is Enough)" (Duet with Donna Summer) | Paul Jabara, Bruce Roberts                         | 8:20    |  |
| 7.  | "Niagara"                                                   | Carole Bayer Sager, Marvin Hamlisch, Bruce Roberts | 4:37    |  |
| 8.  | "I Ain't Gonna Cry Tonight"                                 | Alan Gordon                                        | 3:44    |  |
| 9.  | "Kiss Me In the Rain"                                       | Santo "Sandy" Farina, Lisa Ratner                  | 4:20    |  |

## Tabelas
| Parada musical                 | Melhor posição |
| ------------------------------ | -------------- |
| Japanease Albums (Oricon)      | 78             |
| Nova Zelândia (RMNZ)           | 21             |
| Noruega (VG-lista)             | 39             |
| Suécia (Sverigetopplistan)     | 22             |
| Reino Unido (UK Albums Chart)  | 25             |
| Estados Unidos (Billboard 200) | 7              |

| Parada musical (1979) | Posição |
| --------------------- | ------- |
| US Cash Box           | 53      |

| Chart (1980) | Position |
| ------------ | -------- |
| US Cash Box  | 74       |

## Certificações e vendas
| País                  | Certificação | Vendas    |
| --------------------- | ------------ | --------- |
| Austrália (ARIA)      | Platina      | 70,000    |
| Canadá (Music Canada) | Platina      | 100,000   |
| Estados Unidos (RIAA) | Platina      | 1,000,000 |
| Reino Unido (BPI)     | Ouro         | 100,000   |